# Hugh Darwen

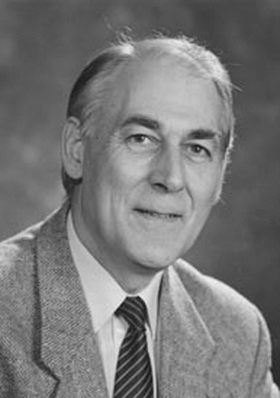

Hugh Darwen era empleado de "IBM Reino Unido" de 1967 al 2004, ha estado involucrado en la historia de modelo relacional desde sus inicios. De 1978 a 1982 fue un arquitecto principal de "Business System 12", un sistema de gestión de datos que estaba fielmente basado al modelo relacional. Sus primeros trabajos fueron publicados bajo el seudónimo de Andrew Warden (los anagramas de su apellido).
Actualmente trabaja con Christopher J. Date y IBM representada en el comité ISO SQL (JTC 1/SC 32/WG 3 lenguaje de Base de datos) hasta su retiro de IBM. Darwen es el autor del Torcido la Pared y el coautor del Tercer Manifiesto. Da conferencias sobre bases de datos relacionales en el departamento de informática de la universidad de Warwick (Reino Unido) y también es tutor de la Open University (universidad abierta) en Reino Unido. Escribió un libro sobre el juego de cartas y tiene un sitio web sobre el sujeto de dobles problemas de variable. Hugh actualmente enseña un pequeño lenguaje diseñado por él y Chris Date llamado Tutorial D.

## Publicaciones
- Darwen, Hugh; Date, C. J. (March 1995). "The third manifesto". ACM SIGMOD Record (New York, NY, USA: ACM Press) 24 (1): 39–49. doi:10.1145/202660.202667. ISSN 0163-5808. https://web.archive.org/web/20061205033219/http://acm.org/sigmod/record/issues/9503/manifesto.ps.
- Date, C. J. (August 1998). "Preview of The Third Manifesto". Database Programming & Design (San Francisco, CA: Miller Freeman Publications) 11 (8): 67. OCLC 89297479. ISSN 0895-4518. http://www.dbpd.com/vault/9808date.html. Retrieved on 2007-06-18.
- Date, C. J.; Darwen, Hugh (1998). Foundation for object/relational databases: the third manifesto: a detailed study of the impact of objects and type theory on the relational model of data including a comprehensive proposal for type inheritance (1st ed.). Reading, MA: Addison-Wesley. xxi, 496 pp. LCCN 98-10364 LCC QA76.9.D3 D15994 1998. ISBN 0-201-30978-5. OCLC 38431501.
- Date, C. J.; Darwen, Hugh (2000). Foundation for future database systems: the third manifesto: a detailed study of the impact of type theory on the relational model of data, including a comprehensive model of type inheritance (2nd ed.). Reading, MA: Addison-Wesley Professional. xxiii, 547 pp. LCCN 00-35527 LCC QA76.9.D3 D3683 2000. ISBN 0-201-70928-7. OCLC 43662285.
- Date, C.J.; Hugh Darwen and Lorentzos, Nikos A (2003). Temporal data and the relational model: a detailed investigation into the application of interval and relation theory to the problem of temporal database management (1st ed.). San Diego, CA: Morgan Kaufmann. 422 pp. LCCN 2002-110398 LCC QA76.9.D3 D3729 2003. ISBN 1-55860-855-9. OCLC 51453450.
- Date, C. J.; Darwen, Hugh (2006). Databases, types and the relational model: the third manifesto (3rd ed.). Reading, MA: Addison-Wesley. 572 pp. ISBN 0-321-39942-0. OCLC 70044091.